# Cratere Mystis
Mystis è un cratere sulla superficie di Titano.